# Melofone
Melofone, melofono ou clavicorne é um instrumento de sopro da classe dos metais. Possui três pistons e bocal. Assemelha-se fisicamente ao trompete, mas tem dimensões maiores. Seu timbre médio-agudo lembra a sonoridade da trompa.

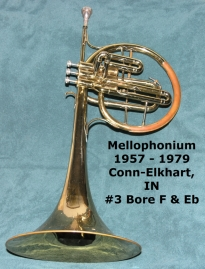
Um tipo de Mellofone usado pela orquestra Stan Kenton.

Pode-se encontrar melofones com afinação em Eb (Mib) ou em F (Fá), sendo um instrumento transpositor seja com relação aos instrumentos em C (Dó) , seja com relação ao trompete em Bb (Sib)
O melofone é muito utilizado em jazz e orquestras, sendo mais facilmente encontrado em bandas marciais escolares, principalmente no Estados Unidos.